# Dysfemisme
Het dysfemisme (van het Griekse δύς, "mis-", en φήμη, "zeggen" ) of malfemisme is een stijlfiguur waarbij iets of iemand kwetsender, grover, viezer en/of aanstootgevender wordt voorgesteld dan het in werkelijkheid is. De bedoeling is in het algemeen om bepaalde gevoelens zo negatief mogelijk te verwoorden.
Wanneer een dysfemisme echt kwetsend bedoeld is (wat niet per se het geval hoeft te zijn) wordt ook wel van een kakofemisme gesproken. De spreker drukt vaak grote boosheid uit door zich van een kakofemisme te bedienen.

## Voorbeelden
- Hou je gore rotbek nou eens (in plaats van "Hou je mond")!
- Wat voor vreten staat er nu weer op tafel (vreten = eten).
- moddervet (in plaats van dik)
- Sodemieter op! of (om blasfemie te vermijden) Rot op! (in plaats van ga weg)
- Jij bent een grote klootzak (in plaats van "Ik vind je niet aardig")
- Spetterpoep (buikloop, diarree)

Dysfemismen zijn schuttingwoorden. Ze behoren tot de sterkste taboewoorden van een taal.

## Religieus beladen
Omdat het gebruik van dysfemismen onder andere met religie verband houdende woorden behelst (in het scheldwoord sodemieter zit bijvoorbeeld de naam van de vervloekte stad Sodom besloten), kunnen sommige dysfemismen als een vorm van blasfemie worden beschouwd.

## Verwante begrippen
Een dysfemisme is exact het tegenovergestelde van een eufemisme. Voor een neutrale manier van zeggen heeft de Australische taalkundige Kate Burridge de term orthofemisme bedacht.